# Port lotniczy Hotan
Port lotniczy Hotan (IATA: HTN, ICAO: ZWTN) – port lotniczy położony w Hotan, w regionie autonomicznym Sinciang, w Chińskiej Republice Ludowej.

## Linie lotnicze i połączenia
| Linia Lotnicza          | Kierunek                                                                          |
| ----------------------- | --------------------------------------------------------------------------------- |
| Air China               | 1. Pekin 2. Chengdu-Shuangliu 3. Urumczi                                          |
| China Eastern Airlines  | 1. Hefei 2. Xi’an                                                                 |
| China Express Airlines  | 1. Kaszgar 2. Korla 3. Kuqa 4. Yining 5. Yutian                                   |
| China Southern Airlines | 1. Aksu 2. Chengdu-Shuangliu 3. Kaszgar 4. Korla 5. Urumczi 6. Xi’an 7. Zhengzhou |
| Hainan Airlines         | 1. Guangzhou 2. Urumczi                                                           |
| Qingdao Airlines        | 1. Changsha 2. Lanzhou                                                            |
| Shanghai Airlines       | 1. Urumczi                                                                        |
| Tianjin Airlines        | 1. Tiencin 2. Urumczi                                                             |
| Urumqi Air              | 1. Lanzhou 2. Urumczi 3. Zhengzhou                                                |